# Martin Stensvig
Martin Stensvig født 1988 er en dansk atlet. Han er medlem i Sparta Atletik og var frem til 2008 i Hellas Roskilde.
Stensvig trænes af Thor Aarøe Mørck.

## Danske mesterskaber
Listen er ikke komplet.
- Guld 2011 Stangspring-inde 5,10
- Sølv 2010 Stangspring 4,85
- Bronze 2010 Stangspring-inde
- Bronze 2009 Stangspring-inde
- Guld 2007 Stangspring 4,35
- Bronze 2007 Stangspring-inde 4,60

## Personlige rekorder
- Stangspring: 5,00 Karlskrona, Sverige 10. juli 2010
- Stangspring – inde: 5,10 Sparbank Arena i Skive 19. februari 2011

## Ekstern henvisning
- Statletik.dk – Profil – Martin Stensvig (Webside ikke længere tilgængelig)
- DAF i tal – Martin Stensvig (Webside ikke længere tilgængelig)

|  | Artiklen om Martin Stensvig kan blive bedre, hvis der indsættes et (bedre) billede Du kan hjælpe ved at afsøge Wikimedia Commons for et passende billede eller uploade et godt billede til Wikimedia Commons iht. de tilladte licenser og indsætte det i artiklen. |